# Nakajima A4N
Nakajima A4N (яп. 九五式艦上戦闘機) — серійний палубний винищувач Імперського флоту Японії 30-х років 20 століття.
Останній винищувач-біплан японських ВМС.

## Історія створення
В 30-ті роки 20 століття фірма «Накадзіма» розробила ряд проектів експериментальних літаків, серед них був біплан, який отримав заводський індекс YM. Це був подальший розвиток літаків Nakajima A2N, які найближчим часом стали застарілими. Прототип здійснив перший політ у 1934 році.
Командування флоту розуміло, що цей літак буде своєрідним «містком» між застарілими та новими літаками, які незабаром мали прийти їм на зміну. У 1936 році він був прийнятий на озброєння під індексом Nakajima A4N (Палубний морський винищувач Тип 95).
Всього було збудовано 221 літак.

## Тактико-технічні характеристики

### Технічні характеристики
- Екіпаж: 1 чоловік
- Довжина: 6,64 м
- Розмах крил: 10,00 м
- Площа крил: 11,00 м ²
- Маса порожнього: 1 276 кг
- Маса спорядженого: 1 760 кг
- Двигуни: 9-циліндровий двигун Nakajima Hikari 1
- Потужність: 730 к. с.

### Льотні характеристики
- Максимальна швидкість: 352 км/г на висоті 3200 м
- крейсерська швидкість: 233 км/г
- Швидкість набору висоти 3000 м:  3,5 хв
- Практична дальність: 850 км
- Практична стеля: 7 740 м

### Озброєння
- Кулеметне:2× 7,7 мм кулемети
- Бомбове:
  - 2 х 30 кг або
  - 1 х 60 кг бомб

## Історія використання
Nakajima A4N брав участь в японсько-китайській війні, де показав хороші результати. Хоча він був розроблений як палубний літак, проте часто використовувався із сухопутних аеродромів. Для збільшення оперативної далекодії на нього часто підвішували додаткові паливні баки.
У 1938 році, як і передбачалось, йому на зміну прийшли нові Mitsubishi A5M. Nakajima A4N використовувались в частинах другої лінії, як зв'язкові та навчальні.